# Centro Militar de Educação Física e Desportos
O Centro Militar de Educação Física e Desportos (CMEFD) era um órgão de base e um estabelecimento de ensino do Exército Português vocacionado para a prestação de formação nas áreas da educação física, equitação, orientação, esgrima e tiro desportivo, além da prestação de assistência veterinária aos equinos do Exército. O CMEFD estava sedeado em Mafra, sendo a entidade administradora da Tapada Militar de Mafra.
O CMEFD foi desativado em 2013, passando as suas funções para a Escola das Armas.

## História
O Centro Militar de Educação Física e Desportos teve origem no Depósito de Remonta, criado em 1911, com a missão de reunir e ensinar os cavalos destinados a prestarem serviço no Exército. Em 1931, passa a designar-se "Depósito de Garanhões", voltando à designação original em 1937.
Em 1950, o Depósito de Remonta é transformado na Escola Militar de Equitação, que assumiu a missão de assegurar a unidade de doutrina no que respeitava ao ensino da equitação no Exército.
A Escola Militar de Equitação e a Secção de Educação Física da Escola Prática de Infantaria são reunidas num único órgão em 1957, dando origem ao Centro Militar de Educação Física, Equitação e Desportos (CMEFED). Em 1993, o CMEFED altera a sua designação para "Centro Militar de Educação Física e Desportos".
Em 1994, junto do CMEFD é criado o Hospital de Solípedes.
O Centro Militar de Educação Física e Desportos foi desativado a 1 de outubro de 2013, na sequência da criação da Escola das Armas.